# Íñigo Cuesta López de Castro
Íñigo Cuesta López de Castro (Villarcayo de Merindad de Castilla la Vieja, 2 de juny de 1969) és un ciclista espanyol, ja retirat, professional del 1994 al 2011. La seva principal victòria és la Volta a Euskadi de 1998. El 2005 guanyà una etapa de la Volta a Catalunya.
Durant la seva carrera esportiva va prendre part en 17 edicions consecutives de la Volta a Espanya, des del 1994 fins al 2010, tot un rècord no igualat per cap altre ciclista. Es retirà l'agost de 2011 després disputar la Volta a Burgos.

## Palmarès
- 1992
  - 1r a la Pujada a Gorla
- 1998
  - 1r a la Volta a Euskadi
- 2000
  - Vencedor d'una etapa de la Dauphiné Libéré
- 2005
  - Vencedor d'una etapa de la Volta a Catalunya i 1r de la classificació de la muntanya

### Resultats al Tour de França
- 1996. Abandona (13a etapa)
- 1997. 70è de la classificació general
- 2001. 63è de la classificació general
- 2002. 49è de la classificació general
- 2003. 127è de la classificació general
- 2007. 51è de la classificació general
- 2009. 87è de la classificació general

### Resultats a la Volta a Espanya
- 1994. 15è de la classificació general
- 1995. Abandona (15a etapa)
- 1996. 46è de la classificació general
- 1997. 60è de la classificació general
- 1998. 52è de la classificació general
- 1999. 45è de la classificació general
- 2000. Abandona (11a etapa)
- 2001. 13è de la classificació general
- 2002. Abandona
- 2003. 22è de la classificació general
- 2004. Abandona (9a etapa)
- 2005. 29è de la classificació general
- 2006. 27è de la classificació general
- 2007. 41è de la classificació general
- 2008. 37è de la classificació general
- 2009. 35è de la classificació general
- 2010. 26è de la classificació general

### Resultats al Giro d'Itàlia
- 1999. 72è de la classificació general
- 2006. 52è de la classificació general
- 2010. 85è de la classificació general